# براو، ایست رایدینگ آو یورکشر
براو (به انگلیسی: Brough) یک شهرک در بریتانیا است که در Elloughton-cum-Brough واقع شده‌است. براو ۷٬۰۰۰ نفر جمعیت دارد.